# Adam Osborne

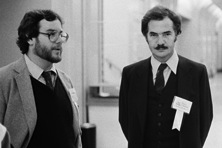
Tony Bove (po lewej) i Adam Osborne

Adam Osborne (ur. 6 marca 1939, Bangkok  – zm. 18 marca 2003, Kodaikanal) – brytyjski i amerykański autor książek i wydawca oprogramowania, projektant komputerów, założyciel kilku firm w Stanach Zjednoczonych i na świecie.
Urodził się w Tajlandii, jako syn Brytyjczyka, Arthura Osborne'a i Polki, Łucji z domu Lipszyc, dzieciństwo spędził w Indiach. W 1961 ukończył studia na uniwersytecie w Birmingham, potem zdobył doktorat na uniwersytecie w Delaware. Zaczął pracę zawodową jako inżynier chemik, pracował w Shell Oil, który porzucił we wczesnych latach 70. XX wieku na rzecz komputerów i pisarstwa technicznego.
W kwietniu 1981 zaprezentował Osborne 1, pierwszy przenośny komputer z systemem operacyjnym CP/M, ważący ok. 12 kg i kosztujący w USA 1795 USD. Przedsiębiorstwo Osborne Computer produkowało w szczytowym okresie 10 tys. egzemplarzy miesięcznie. Sprzedano ponad 100 tysięcy egzemplarzy tego mikrokomputera w USA i w Europie.
W 1983 Osborne poinformował o pracy nad dwiema następnymi, zaawansowanymi maszynami, co spowodowało spadek popytu na Osborne 1 i konieczność ogłoszenia bankructwa 13 września 1983. Po upadku firmy Osborne napisał razem z dziennikarzem, Johnem Dvorakiem, doskonale sprzedający się pamiętnik Hypergrowth, opublikowany w 1985 roku.
Osborne był pionierem literatury komputerowej – w 1972 założył spółkę wydającą przystępnie napisane podręczniki – do 1977 wydał 40 tytułów. W 1979 firma została wykupiona przez McGraw-Hill i stała się imprintem Osborne/McGraw-Hill.
W 1984 Osborne założył Paperback Software International Ltd., zajmującą się sprzedażą taniego oprogramowania. Jednym z produktów był tani klon (VP-Planner za 99 USD) arkusza Lotus 1-2-3 (oferowanego za 495 USD), który w 1987 spowodował wytoczenie przez Lotusa powództwa. Dochody firmy spadły, co spowodowało trudności w zdobyciu dalszego kapitału. W dniu 28 czerwca 1990 sąd uznał naruszenie praw Lotusa i jeszcze w tym samym roku Osborne wycofał się z firmy.
W 1992 Osborne powrócił do Indii, podupadając na zdrowiu – cierpiał na zaburzenia mózgowe i przeżył kilka mikroudarów. Zmarł 11 lat później w zapomnieniu w indyjskim mieście Kodiakanal, w wieku 64 lat.